# Mistrzostwa Europy w Lekkoatletyce 2010 – bieg na 1500 m kobiet
Bieg na 1500 m kobiet – jedna z konkurencji rozegranych podczas lekkoatletycznych mistrzostw Europy na Estadi Olímpic Lluís Companys w Barcelonie.
W konkurencji rywalizowały dwie reprezentantki Polski: Renata Pliś oraz Sylwia Ejdys.

## Terminarz
| Data       | Godzina |            |
| ---------- | ------- | ---------- |
| 30 lipca   | 20:40   | Eliminacje |
| 1 sierpnia | 21:15   | Finał      |

## Rezultaty
| WR - rekord świata \| CR - rekord mistrzostw \| NR - rekord kraju \| AR - rekord kontynentu                    |
| SB - najlepszy wynik w sezonie \| WL - najlepszy tegoroczny wynik na listach światowych \| PB - rekord życiowy |

### Eliminacje
Do rywalizacji przystąpiły 23 zawodniczki. Rozegrano dwa biegi eliminacyjne. Awans do finału bezpośrednio wywalczyła pierwsza czwórka z każdego biegu (Q). Grono biegaczek, które awansowały do kolejnej rundy uzupełniła czwórka z najlepszymi rezultatami wśród przegranych (q).
| Poz. | Bieg | Tor | Zawodniczka            | Reprezentacja   | Czas    | Uwagi |
| ---- | ---- | --- | ---------------------- | --------------- | ------- | ----- |
| 1    | 1    | 7   | Anna Alminowa          | Rosja           | 4:04.14 | Q     |
| 2    | 1    | 2   | Fanjanteino Félix      | Francja         | 4:04.75 | Q     |
| 3    | 1    | 8   | Natalia Rodríguez      | Hiszpania       | 4:04.95 | Q, SB |
| 4    | 1    | 4   | Oksana Zbrożek         | Rosja           | 4:05.18 | Q     |
| 5    | 2    | 7   | Asli Çakir             | Turcja          | 4:05.53 | Q     |
| 6    | 1    | 10  | Anna Miszczenko        | Ukraina         | 4:05.59 | q     |
| 7    | 1    | 3   | Stephanie Twell        | Wielka Brytania | 4:05.63 | q     |
| 8    | 1    | 5   | Sylwia Ejdys           | Polska          | 4:05.76 | q     |
| 9    | 2    | 2   | Lisa Dobriskey         | Wielka Brytania | 4:06.00 | Q     |
| 10   | 1    | 1   | Hannah England         | Wielka Brytania | 4:06.03 | q     |
| 10   | 2    | 5   | Nuria Fernández        | Hiszpania       | 4:06.03 | Q     |
| 12   | 2    | 8   | Hind Dehiba            | Francja         | 4:06.17 | Q     |
| 13   | 1    | 11  | Natalla Karejewa       | Białoruś        | 4:06.89 |       |
| 14   | 2    | 1   | Renata Pliś            | Polska          | 4:07.20 |       |
| 15   | 2    | 11  | Ingvill Måkestad Bovim | Norwegia        | 4:07.49 |       |
| 16   | 2    | 4   | Natalia Jewdokimowa    | Rosja           | 4:08.08 |       |
| 17   | 2    | 6   | Charlotte Schönbeck    | Szwecja         | 4:09.42 | PB    |
| 18   | 2    | 10  | Lindsey de Grande      | Belgia          | 4:10.24 | PB    |
| 19   | 2    | 9   | Susan Kuijken          | Holandia        | 4:11.03 |       |
| 20   | 1    | 9   | Binnaz Uslu            | Turcja          | 4:12.04 |       |
| 21   | 2    | 12  | Marina Munćan          | Serbia          | 4:19.32 |       |
| -    | 2    | 3   | Liliana Popescu        | Rumunia         | -       | DNF   |
| -    | 1    | 6   | Sultan Haydar          | Turcja          | -       | DNF   |

### Finał
| Poz. | Tor | Zawodniczka       | Reprezentacja   | Czas    | Uwagi |
| ---- | --- | ----------------- | --------------- | ------- | ----- |
|      | 5   | Nuria Fernández   | Hiszpania       | 4:00.20 | PB    |
|      | 1   | Hind Dehiba       | Francja         | 4:01.17 |       |
|      | 9   | Natalia Rodríguez | Hiszpania       | 4:01.30 | SB    |
| 4    | 2   | Lisa Dobriskey    | Wielka Brytania | 4:01.54 |       |
| 5    | 3   | Asli Çakir        | Turcja          | 4:02.17 | PB    |
| 6    | 12  | Anna Alminowa     | Rosja           | 4:02.24 |       |
| 7    | 10  | Stephanie Twell   | Wielka Brytania | 4:02.70 | PB    |
| 8    | 11  | Fanjanteino Félix | Francja         | 4:04.16 |       |
| 9    | 6   | Oksana Zbrożek    | Rosja           | 4:04.91 | SB    |
| 10   | 7   | Hannah England    | Wielka Brytania | 4:05.07 |       |
| 11   | 8   | Anna Miszczenko   | Ukraina         | 4:07.22 |       |
| 12   | 4   | Sylwia Ejdys      | Polska          | 4:24.82 |       |